# 오타케 류토
오타케 류토(일본어: 大竹 隆人, 1988년 6월 29일 ~ )는 일본의 축구 선수이다.

## 구단 경력
그는 2012년부터 2019년까지 J리그의 FC 마치다 젤비아, 후지에다 MYFC에서 활동하였다.